# Kaleidoscope (Mekong Delta)
Kaleidoscope è il quinto album in studio del gruppo musicale Mekong Delta, pubblicato il 1992.

## Tracce
1. Innocent? – 5:10
2. Sphere Eclipse – 6:08
3. Dance on a Volcano (cover dei Genesis) – 5:45
4. Dreaming – 3:45
5. Heartbeat – 6:46
6. Shadow Walker – 6:35
7. Sabre Dance (cover di Aram Khachaturian) – 2:46
8. Misunderstanding – 5:03
9. About Science – 6:21

## Formazione
- Doug Lee - voce
- Uwe Baltrusch - chitarra
- Ralph Hubert - basso, chitarra
- Peter Haas - batteria